# Río Quilimarí
El río Quilimarí es un curso natural de agua que fluye en la Región de Coquimbo de Chile y desemboca en el océano Pacífico después de bordear la localidad de Pichidangui.

## Trayecto
El río Quilimarí nace en la confluencia del Estero Tilama y la Quebrada Cristales. Durante su trayecto recibe aguas de varias quebradas, pero solo en los meses de temporada de lluvias, ya que todo el sistema tiene un régimen netamente pluvial, de tal manera que sus principales escurrimientos son en los meses de mayo a septiembre y casi no presenta crecidas de importancia, debido al efecto regulador del embalse Culimo.: 8 

## Caudal y régimen

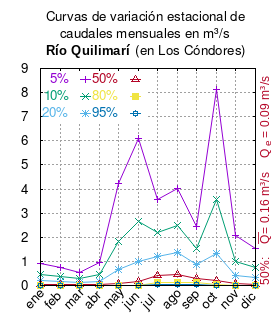
Curvas de variación estacional del río Quilimarí en Los Cóndores.

El caudal del río (en un lugar fijo) varía en el tiempo, por lo que existen varias formas de representarlo. Una de ellas son las curvas de variación estacional que, tras largos periodos de mediciones, predicen estadísticamente el caudal mínimo que lleva el río con una probabilidad dada, llamada probabilidad de excedencia. La curva de color rojo ocre (con {\displaystyle {\color {Red}\vartriangle }}) muestra los caudales mensuales con probabilidad de excedencia de un 50%. Esto quiere decir que ese mes se han medido igual cantidad de caudales mayores que caudales menores a esa cantidad. Eso es la mediana (estadística), que se denota Qe, de la serie de caudales de ese mes. La media (estadística) es el promedio matemático de los caudales de ese mes y se denota {\displaystyle {\overline {Q}}}. 
Una vez calculados para cada mes, ambos valores son calculados para todo el año y pueden ser leídos en la columna vertical al lado derecho del diagrama. El significado de la probabilidad de excedencia del 5% es que, estadísticamente, el caudal es mayor solo una vez cada 20 años, el de 10% una vez cada 10 años, el de 20% una vez cada 5 años, el de 85% quince veces cada 16 años y la de 95% diecisiete veces cada 18 años. Dicho de otra forma, el 5% es el caudal de años extremadamente lluviosos, el 95% es el caudal de años extremadamente secos. De la estación de las crecidas puede deducirse si el caudal depende de las lluvias (mayo-julio) o del derretimiento de las nieves (septiembre-enero).

## Historia
Francisco Solano Asta-Buruaga y Cienfuegos escribió en 1899 en su Diccionario Geográfico de la República de Chile sobre el río:
Quilimari (Rio de).-—Corriente de agua corta y de poco caudal en el departamento de Petorca, que la forman escasas vertientes de la sierra de Tilama que yace al NO. de la ciudad capital. Corre hacia el O. por entre terrenos quebrados y fragosos y va á morir en el ángulo norte de la bahía de su título, después de pasar por la aldea de su título perdiéndose á veces en los veranos.
Luis Risopatrón lo describe en su Diccionario Geográfico de Chile de 1924:
Quilimarí (Rio de) 32° 05' 71° 25' Es de escaso caudal, desaparece casi por completo en los veranos secos, arrastra un poco de oro en polvo, que no se esplota, corre hácia el W por entre terrenos quebrados i fragosos i se vácia en el lado N E de la bahía de Pichidanqui. 1, iii, p. 41; 3, IV, p. 355 (Alcedo, 1788) 127; i 156; de Quilimari en 66, p. 35 i 262; 63, p. 175; i 155, p. 619; i valle en 61, xv, p. 53 i 58.